# Eberhard von Manteuffel-Szoege
Eberhard von Manteuffel-Szoege (* 1590 in Katzdangen (Kurland); † 24. Dezember 1637 in der Herrschaft Königsberg (Niederschlesien)) war ein kaiserlicher Obrist, böhmischer Freiherr und Mitglied der Fruchtbringenden Gesellschaft.

## Leben

### Herkunft und Familie
Eberhard war Angehöriger des kurländischen Stammes derer Zoege von Manteuffel und der Erste der Gesamtfamilie, der sich durchgehend mit dem Beinamen Manteuffel schmückte. Seine Eltern waren der polnische Rittmeister und Erbherr auf Zunzen, Evert Soye († vor 1614) und Margarete Nolde.
Er verlobte sich am 12. April 1636 in Breslau mit Anna Katharina Gräfin von Zollern (1618–1670), Tochter von Johann Georg Graf von Zollern, Herr zu Königsberg-Kynau (1580–1622), und Katharina Freiin Berka von Duba und Leipa († 1633). Die Hochzeit kam wegen seines baldigen Todes nicht zustande. An seiner statt wurde Anna Katharina dann 1640 mit Moritz August Freiherr von Rochow (1609–1653) vermählt.

### Werdegang
Manteuffel begann seine Laufbahn als polnischer Fähnrich unter dem Kommando von Magnus Ernst Dönhoff. 1629 wurde er als Freiherr Eberhard (von) Manteuffel gen. Szoege Der Saurliche in die Fruchtbringende Gesellschaft aufgenommen. Für sieben Jahre war er kaiserlicher Hauptmann im würzburgischen Regiment. Während der Eroberung Magdeburgs im Mai 1631 stand er unter Tillys Befehl. Hiernach wurde er als Obristleutnant unter Adolf von Schleswig-Holstein-Gottorf in der Schlacht von Breitenfeld verwundet und gefangen genommen. Seit 1634 war er Kämmerer Ferdinands II. Nach seiner Auslösung erhielt er den Auftrag in Mähren ein Regiment zu Fuß zu errichten, dessen Kommando er als Obrist übernahm. Zuvor war er am 22. Mai 1636 in den böhmischen Freiherrenstand mit der Anrede Wohlgeboren erhoben worden. Sein Regiment wurde 1636 in der Schlacht bei Wittstock fast aufgerieben, worauf er sich vom Militär zurückziehen wollte. Manteuffel nahm jedoch abermals eine kaiserliche Kommission als Obrist an, wurde erneut gefangen und ranzioniert, reiste schließlich 1637 zur Resignation nach Wien. Auf der Rückreise zu seinen schlesischen Gütern Hartwigswalde bzw. Herzogwalde und Rauske, die er neben seinen kurländischen (Zunzen, Saßmacken, Rojen usw.) besaß, bzw. zu seiner Braut, erkrankte er tödlich.